# William Codling
William Codling (... – 1802) è stato un marinaio inglese.

## Biografia

The trial of William Codling, 1803 (Fondazione Mansutti, Milano).

Codling è stato un capitano che, insieme al suo comandante in seconda, fu accusato di aver fatto affondare volontariamente la nave Adventure per riscuotere il premio di assicurazione. L'affondamento avvenne nei pressi della costa del Sussex e i periti valutarono che l'affondamento fu provocato da alcuni fori nella stiva della barca. Il capitano fu condannato a morte, eseguita tramite impiccagione all'Execution Dock sul Tamigi, dove per tradizione secolare si eseguivano le condanne a morte dell'Alta Corte dell'Ammiragliato, secondo l'uso che prevedeva che il corpo fosse lasciato appeso alla forca finché le maree ne sommergevano il capo per tre volte. L'ultima esecuzione in questo luogo è avvenuta nel 1830. La sentenza fu accolta favorevolmente dai sottoscrittori dei Lloyd's, poiché spesso l'assenza di prove favoriva gli assicurati. La sua vicenda è nota dal resoconto dettagliato di Joseph Guerney, che ha trascritto con scrittura abbreviata - prima della stenografia di Franz Xaver Gabelsberger - i principali processi dell'epoca presso i tribunali inglesi.